# إيجابية كاذبة وسلبية كاذبة
إيجابية كاذبة وسلبية كاذبة أو التصنيف الإيجابي الخاطئ والتصنيف السلبي الخاطئ (بالإنجليزية: False positive and false negative)‏ هي أخطاء تحدث في نتائج الاختبارات، وهي أخطاء متقابلة (على نسق التصنيف الثنائي) أي أن أحدها عكس الآخر، فعندما تكون النتيجة إيجابية كاذبة فهي تشير إلى وجود حال أو وضع ما ولكن الحقيقة غير ذلك، يقابلها سلبية كاذبة والتي تشير إلى عدم وجود هذا الحال أو الوضع بينما في الحقيقة هو موجود، وأفضل مثال يوضّحها هو فحص وجود مرض ما من عدمه، وعلى النقيض من ذلك، أي عندما تكون النتائج صحيحة، فإنها على التوالي إيجابية صحيحة وسلبية صحيحة.
يتكرر استعمال هذه المفردات في مجال الطب والإحصاء، في الطب مثلا: تشخيص إيجابي أو سلبي كاذب، بينما في التصنيف الإحصائي: خطأ إيجابي أو سلبي كاذب.
تتوافق هذه الأخطاء مع أخطاء النوع الأول والنوع الثاني ضمن اختبار الفرضية الإحصائية، حيث تتوافق النتيجة الإيجابية مع رفض الفرضية الصفرية، بينما تتوافق النتيجة السلبية مع عدم رفضها، على كل حال، غالبًا ما يجري استخدام المصطلحين بالتبادل، ولكن هناك اختلافات في التفاصيل والتفسير وذلك يرجع للاختلافات بين الاختبارات الطبية واختبار الفرضيات الإحصائية.